# Ján Cikker
Ján Cikker, né le 29 juillet 1911 et mort le 21 décembre 1989, est un compositeur slovaque et un représentant important de la musique classique slovaque moderne. Il a reçu le titre d'artiste national en Slovaquie, le prix Herder (1966) et le prix de l'Unesco (1979).

## Biographie
Ján Cikker est né le 29 juillet 1911 à Banská Bystrica en Autriche-Hongrie, l'actuelle Slovaquie. Ses premiers professeurs de musique sont sa mère, Mária Psotková, et Viliam Figuš-Bystrý. Après ses études secondaires, il étudie de 1930 à 1935 au Conservatoire de Prague, où il suit les cours de piano de Růžena Kurzová, de composition de Jaroslav Křička et ceux d'orgue et de direction d'orchestre avec Metod Doležil. De 1935 à 1936, il fait sa maîtrise au Conservatoire de Prague, où il est élève de Vítězslav Novák. Il déménage à Vienne, où il étudie avec Felix Weingartner de 1936 à 1937.
De 1939 à 1949, il enseigne au Conservatoire de Bratislava. Il est en même temps conseiller dramaturgiste du Théâtre national slovaque de 1945 à 1948. Il est obligé de quitter ce poste après le Coup de Prague en 1948. Il est finalement professeur de composition à l'École supérieure des arts de la scène de Bratislava (Vysoká škola múzických umení, VŠMÚ), où il enseigne à plusieurs compositeurs slovaques de premier plan. Il meurt le 21 décembre 1989 à Bratislava, où l'on a ouvert un musée à son nom.
De 1978 à 1989, il est membre correspondant de l'Académie des arts de la RDA, section musique.

## Caractéristiques
Son style marqué se caractérise par la richesse typique d'ambiances et de personnages contrastés (danse, prononciation lyrique, expressive) et son œuvre, par l'accent mis sur une conduite humaine et éthique. Ses premières créations sont pour la plupart des œuvres instrumentales, mais des opéras s'ajoutent à partir des années 1950.

## Principales œuvres
- Cycle de poèmes symphoniques :
  - O živote – Leto, Vojak a matka, Ráno (La Vie – L'Été, La Mère et le Soldat, Le Matin), 1941-1946
- Opéras :
  - Juro Jánošík, 1950-1953, livret de Štefan Hoza (en) ;
  - Beg Bajazid, 1955-1956, livret de Štefan Hoza) ;
  - Mister Scrooge ou Tiene (Ombres), d'après Un chant de Noël de Charles Dickens, 1958-1959 ;
  - Vzkriesenie (en) (Résurrection), d'après le roman éponyme de Tolstoï, 1960 ;
  - Hra o láske a srmti (Le Jeu de l'amour et de la mort), d'après l'œuvre éponyme de Romain Rolland) ;
  - Coriolanus (Coriolan), d'après la pièce éponyme de Shakespeare, 1970-1972 ;
  - Obliehanie Bystrice (Le Siège de Bystrica, d'après l'œuvre de Kálmán Mikszáth), 1969-1971 ;
  - Rozsudok (Le Tremblement de Terre au Chili), opéra en trois actes et cinq tableaux sur un livret du compositeur d'après la nouvelle homonyme de Heinrich von Kleist (1976-1978)
  - Zo života hmyzu, d'après la pièce Pictures from the Insects' Life (en) de Karel et de Josef Čapek, 1983-1986 ;
  - Antigona (Antigone), opéra inachevé, d'après la pièce éponyme de Sophocle, 1987-1989
- Musique de chambre, œuvres orchestrales et concertantes : 
  - Symfonietta Op.16 (1937)
  - Concertino pour piano et orchestre Op.20, 1942
  - Slovenská suita (Suite slovaque), 1943
  - Spomienky (Souvenirs), 1947
  - Meditácie na Schützovu tému (Méditations sur un thème de Schütz), 1964
  - Orchestrálne Štúdie k činohre ou Fyzici (Études orchestrales pour une pièce de théâtre ou Les Physiciens), 1944
  - Hommage a Beethoven (1969)
  - Domovina pour quatuor (1986)
- Oeuvres chorales :
  - ''Óda na radosť'' (1982), oratorio pour narrateur, solistes, chœur et orchestre sur un texte de Milan Rúfus. Ecrite pour le bicentenaire du Gewandhausorchester Leipzig.
- Cycle de chants :
  - O mamičke (La Mère), 1940
- Adaptations de chants folkloriques
- Musique de théâtre et de film : Varúj!
- Musique pour des troupes de danse folklorique, tels que le SĽUK (collectif slovaque d'art folklorique), Lúčnica et VÚS.

## Enregistrements
- Spomienky (premier enregistrement). Orchestre philharmonique tchèque, Ludovit Rajter (Supraphon)
- Leto, Ráno. Orchestre philharmonique slovaque (?), Ladislav Slovák (Opus)
- Spomienky, Slovenská suita. Orchestre philharmonique slovaque, Ladislav Slovák (Opus, 1978, LP)
- Vzkriesenie. Chœur et Orchestre du Théatre National de Prague, Jaroslav Krombholc (Supraphon, LP)
- Fyzici ou Orchestrálne Štúdie k činohre. Orchestre symphonique de la Radio Slovaque, Bystrik Režucha.
- Symfonietta. Orchestre symphonique de la Radio Slovaque, Ondrej Lenard.
- Ján Cikker, Komorné a koncertantné diela (Chamber and concert works) : Scherzo* (1930), Mamička spieva op. 27 (1948), Desať uspávaniek sur des vers populaires pour mezzo et orchestre de chambre* (1973), Dupák op. 31 č. 1 (1950), Domovina** (1986), Concertino op. 20 (1942). Orchestre de chambre slovaque, Bohdan Warchal*, František Pergler, Ida Černecká (pianos), Marta Beňačková (mezzo), Korngold Quartet**, Jordana Palovičová (piano), Štátny komorný orchester Žilina, Oliver Dohnányi*** (Pavlik Records)
- Cycle O živote – Leto, Vojak a matka, Ráno. Philharmonie d'Etat de Košice, Zbyněk Müller (Pavlik Records)
- Oeuvres pour piano : Variations sur une mélodie populaire slovaque, Deux Compositions pour la jeunesse, Ce que les Enfants me racontèrent, Thème et Variations, Ruisseaux des Tatras, Quatre Fugues, Sonatine, Berceuse. Jordana Palovičová, piano (Toccata Classics).

## Sources
1. ↑  (en) « Cikker, Ján », sur Grove Music Online.
2. ↑  (de) « Ján Cikker. Komponist », sur adk.de.